# یاشیو، چیبا
یاشیو، چیبا از شهرهای استان چیبا ژاپن است که جمعیت آن در ۱ ژانویه ۲۰۰۸۱۸۴٬۶۵۵ نفر بوده‌است.